# Ophiorrhiza rosea
Ophiorrhiza rosea är en måreväxtart som beskrevs av Joseph Dalton Hooker. Ophiorrhiza rosea ingår i släktet Ophiorrhiza och familjen måreväxter. Inga underarter finns listade i Catalogue of Life.